# Vertriebscontrolling
Unter Vertriebscontrolling versteht man in der Betriebswirtschaftslehre und in der betrieblichen Praxis die zielgerichtete Steuerung des Vertriebs zur Umsetzung und Erfolgskontrolle der Vertriebsstrategie eines Unternehmens. Damit stellt das Vertriebscontrolling den Teil des Unternehmenscontrollings dar, der sich mit dem Aufgabenfeld des Vertriebs befasst.
Es besetzt die Schnittstelle zwischen Vertrieb und Controlling.
Zu diesem Aufgabenfeld gehören nach Mario Pufahl unter anderem:
- Informationen systematisch gewinnen und auswerten,
- Relative Stärken und Schwächen im Vertrieb erkennen (SWOT-Analyse),
- Märkte einschätzen durch Marktanalyse der Marktdaten,
- Kunden analysieren,
- Wettbewerber beurteilen,
- Produkt- und Dienstleistungsangebote am Markt positionieren,
- Vertriebsorganisationen bewerten und ausrichten,
- Vertriebsprozesse aufnehmen und verbessern,
- Vertriebswege beurteilen,
- Risiken abwägen und ein Frühwarnsystem definieren.

Die Vertriebsleistung sowie die Verkaufserfolge werden durch betriebswirtschaftliche Kennzahlen und andere Messdaten erhoben.

## Kennzahlen im Vertriebscontrolling
- Verkaufsgespräche pro Tag und Mitarbeiter,
- Verkäufe pro Mitarbeiter,
- Auftragseingang pro Monat/pro Quartal/pro Jahr,
- Umsatz pro Monat/pro Quartal/pro Jahr,
- Verhältnis Neukunden zu Bestandskunden in Prozent,
- wie viele Kontakte bis zum Interesse,
- wie viele Interessenten bis zum Termin,
- wie viele Termine bis zum Abschluss,
- wie hoch ist der durchschnittliche Auftrag,
- welche Marge wird im Vergleich zu den Kollegen generiert,
- welche Marge wird im Branchenvergleich generiert,
- welche Preisnachlässe werden gewährt.

Das Vertriebscontrolling findet im Unternehmensalltag mehr Beachtung als andere Controllingbereiche, da die Mitarbeiter im Vertrieb meist variable Vergütungsbestandteile beziehen und die Mess-Ergebnisse des Vertriebscontrollings für sie unmittelbare Auswirkungen auf ihre Zielvereinbarungen und die Vergütungshöhe haben.
Organisatorisch ist das Vertriebscontrolling entweder zentral im Finanzbereich oder dezentral im Vertriebs- / Verkaufsbereich angesiedelt. Es ist eine Schnittstellenfunktion, die beiden Bereichen zu genügen hat. Daneben besteht die Möglichkeit, dass ein freier Mitarbeiter oder Berater als externer Vertriebscontroller agiert.